# Volta a Llombardia 1973
La Volta a Llombardia 1973 fou la 67a edició de la clàssica ciclista Volta a Llombardia. La cursa es va disputar el diumenge 13 d'octubre de 1973, sobre un recorregut de 266 km. El vencedor final fou l'italià Felice Gimondi, per davant de Roger De Vlaeminck i Herman Van Springel.

## Classificació general
|    | Ciclista            | Equip                      | Temps      |
| -- | ------------------- | -------------------------- | ---------- |
| 1  | Felice Gimondi      | Bianchi                    | 7h 07' 42" |
| 2  | Roger De Vlaeminck  | Brooklyn                   | m. t.      |
| 3  | Herman Van Springel | Rokado                     | m. t.      |
| 4  | Marcello Bergamo    | Filotex                    | m. t.      |
| 5  | André Dierickx      | Flandria-Shimano-Carpenter | m. t.      |
| 6  | Miguel María Lasa   | Kas-Kaskol                 | m. t.      |
| 7  | Régis Ovion         | Peugeot-BP-Michelin        | m. t.      |
| 8  | Frans Verbeeck      | Watney-Maes                | m. t.      |
| 9  | Franco Bitossi      | Sammontana                 | m. t.      |
| 10 | Italo Zilioli       | Dreherforte                | m. t.      |